# Thinophilus violaceus
Thinophilus violaceus är en tvåvingeart som beskrevs av Octave Parent 1935. Thinophilus violaceus ingår i släktet Thinophilus och familjen styltflugor. Inga underarter finns listade i Catalogue of Life.